# 오사카 메트로 다니마치선
오사카 메트로 다니마치선(일본어: 谷町線)은 일본 오사카부 모리구치시의 다이니치 역과 야오시의 야오미나미 역을 잇는 오사카시 고속 전기궤도의 지하철 노선이다. 노선 색은 보라색■이다.

## 개요
전술한 바와 같이 2호선이라고 칭하지만, 개업순서에서는 제2차 세계대전중의 1942년에 최초의 구간이 개통한 3호 4개교선, 1961년에 최초의 구간이 개통한 4호 중앙선보다 늦게 네 번째로 1967년부터 1983년에 걸쳐 개업하고 있다.
중앙구 동부에 있는 관청가를 지나거나 텐노지구 및 아베노구의 문교지구를 지나기도 하고, 하루 평균 수송인원은 약 50만명으로, Osaka Metro에서는 미도스지선에 이어 2번째로 많다.  서일본의 지하철 [주 1]에서도 Osaka Metro 미도스지선, 나고야 시영 지하철 히가시야마선에 이은 3번째 이용자 수를 자랑한다.
히가시우메다역과 우메다역·니시우메다역 사이를 동일역에 의한 환승으로 간주하면(운임제도상은 동일 취급.다만 환승 취급은 30분 이내로 되어, 그것을 넘으면 별도 운임이 필요하게 된다.), Osaka Metro 모든 지하철 노선과의 환승이 가능하다.
다른 지하 노선과의 교차 부분은, 텐만바시역의 게이한 본선, 게이한 나카노시마선, 미나미모리마치역과 텐진바시스지 롯초메역의 사카이스지선, 타니마치 욘쵸메역의 중앙선이나 텐노지역의 미도스지선을 제외하고, 타니마치선이 위를 지나고 있다.
Osaka Metro의 최장 영업 거리 노선이기도 하다. 일본의 지하철 노선에서도 도에이 지하철 오에도선, 요코하마 시영 지하철 블루라인, 도쿄 메트로 도자이선에 이어 4번째로 노선이 길다. 다이 닛 역에서 야오 미나미 역 앞까지 터널이 연속적이며, 야오 미나미 개업으로부터 오랫동안 일본의 지하철 터널로서는 최장이었다 (야오 미나미 개업 당시는 세계적으로 보아도 긴 부류에 속 [주 2]). 지금은 도에이 지하철 오에도선, 사이타마 고속철도선·도쿄 메트로 난보쿠선·도큐 메구로선(우라와미엔역과 히가시카와구치역 사이 - 메구로역과 후도마에역 사이)과 나고야 시영 지하철 메이조선·나고항선 (전선)의 개통에 의해 일본에서 제4위이다.
세키메 고덴역·시텐노지마에 유요가오카역·코마가와 나카노역·키렌 료파역 등과 타선구에 비해 복합역명이 많다. 쇼와 50년대의 주거표시의 대폭 변경에 의해 노선이 굉장히 대자의 경계선과 일치하게 되었기 때문에, 그 이후에 개업한 다이니치역-도지마역간과 텐노지역-야오미나미역 사이에서는 현저하다 . 시텐노지 앞 유요가오카역에서는 관광 명소를 우선할지 지명을 취할지에 심각한 대립도 일어났다. 덧붙여 전자의 2개의 역에 관해서는 1997년이 되어 세키메역·시텐노지마에역에서 각각 세키메고덴역·시텐노지마에 유히가가오카역으로 개칭되었지만, 개칭되기 전에도 자동 방송에서는 부역명이다 "고전" "석양가오카"도 포함하여 안내되고 있었다.
미도스지선과 마찬가지로 오사카 시외 역을 기점, 종점으로 하고 있다.

### 노선 데이터
- 노선거리(실킬로)：28.1 km(영업킬로(운임계산킬로)에서는 28.3 km)
- 궤간: 1435 mm
- 역수:26역(기종점역 포함)
- 복선 구간: 전선
- 전화 구간：전선전화(직류 750 V・제3 궤조 방식)
- 지상 구간:야오미나미역 부근(약 200 m)
- 폐색 방식:자동 폐색식
- 보안 장비: WS-ATC
- 최고 속도: 70 km/h
- 편성 양수:6량(1976년-)
- 홈 최대편성 양수：8량

## 역사
- 1967년 3월 24일: 히가시우메다 ~ 다니마치 4초메 구간 개통
- 1968년 12월 17일: 다니마치 4초메 ~ 덴노지 구간 연장 개통
- 1969년 12월 6일: 노선 애칭을 다니마치선으로 결정
- 1970년 4월 8일: 덴로쿠 가스 폭발 사고 발생, 이후 공사 지연
- 1974년 5월 29일: 미야코지마 ~ 히가시우메다 구간 연장 개통
- 1977년 4월 6일: 모리구치 ~ 미야코지마 구간 연장 개통
- 1980년 11월 27일: 덴노지 ~ 야오미나미 구간 연장 개통
- 1983년 2월 8일: 다이니치 ~ 모리구치 구간 연장 개통
- 1997년 8월 29일:
  - 세키메역을 세키메타카도노역으로 명칭 변경
  - 시텐노지 앞역을 시텐노지 앞 유히가오카역으로 명칭 변경
- 2003년 12월 15일: 평일 아침에 여성 전용 차량 설정

## 운행 형태
낮에는 다이니치역-야오미나미역 간의 운행에 통일되어 있다[3]. 평일 아침 저녁 러쉬시에는 미쓰시마 역 - 후미노 사토 역 · 키렌 료파 역 간 운행 열차도있다. 문의 마을행·키연 류파행은 대일발 외에 모리구치발, 미쓰시마행은 나가하라발이 있다. 이것은 차량 기지의 배선의 관계로 차량 기지 소재 역의 다음 역에서 영업하는 것으로, 미도스 지선에서도 차량 기지 소재 역의 옆 역인 신 카나오카 시발의 열차에서 보이는 운행 형태이지만, 미도스 지선에는 신 카나오카 행 열차가 있는 것과는 달리 타니마치선에는 모리구치역, 나가하라역을 가는 열차는 없다(단 차량의 방향막에는 모리구치, 나가하라의 목적지 표시가 있다). 또 미쓰시마발 야오미나미행, 키렌 연파파·분노사토발 다이니치행도 몇 개면서 설정되어 있다. 휴일 다이어는 종일, 다이니치역-야오미나미역 간의 운행에 통일되고 있지만, 아침에 다이니치키키 연련파행, 밤에 야오미나미발도도행이 각각 1개 설정되어 있다.
오랫동안 낮에는 오니 역 - 야오 미나미 역 간의 전선 통과와 미쓰시마 역 - 후미노 사토 역 사이의 구간 운전의 2 개의 계통이 운행되어 양단부의 다이 치 역 - 도지마 역 사이와 후미노 사토 역 - 야오 미나미 역 사이에서는 매시 6개, 도중의 미쓰시마역-분노사토역 사이는 매시 12개라는 개수였다. 2017년 3월 25일의 다이어 개정에 의해 낮에는 구간 운전이 폐지되어 전 구간에서 매시 8개로 되었지만, 혼잡을 볼 수 있게 된 것으로부터 2020년 3월 14일의 다이아 개정에 의해 전 구간에서 증발해 매시 10개가 되었다. 개정 전의 도지마역-분노사토역 사이의 낮 시간당 12개라는 운행 갯수는 당시 오사카 시영 지하철 중 미도스지선에 이어 두 번째로 많았고 사카이스지선과 같은 개수였다. 한편 오이치역-도지마역 간과 후미노사토역-야오미나미역 사이의 낮 시간당 6개라는 운행 갯수는 이마리스지선과 함께 오사카 시영 지하철 중 가장 적은 갯수였다.
도심을 관통하고, 또 거리가 길기 때문에 이전부터 급행의 운전도 검토되고는 있지만, 실현에는 이르지 않았다.

## 차량

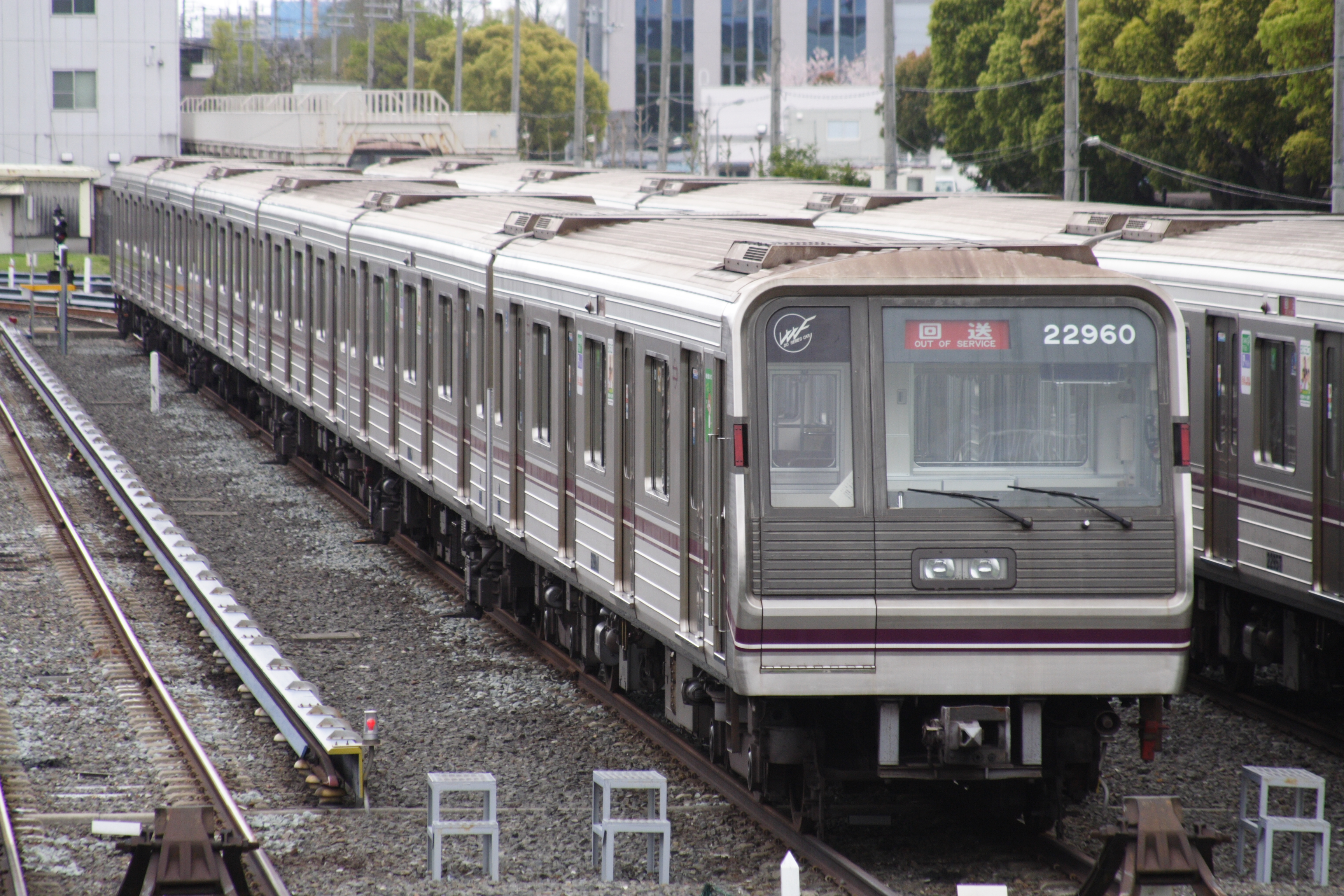
22계
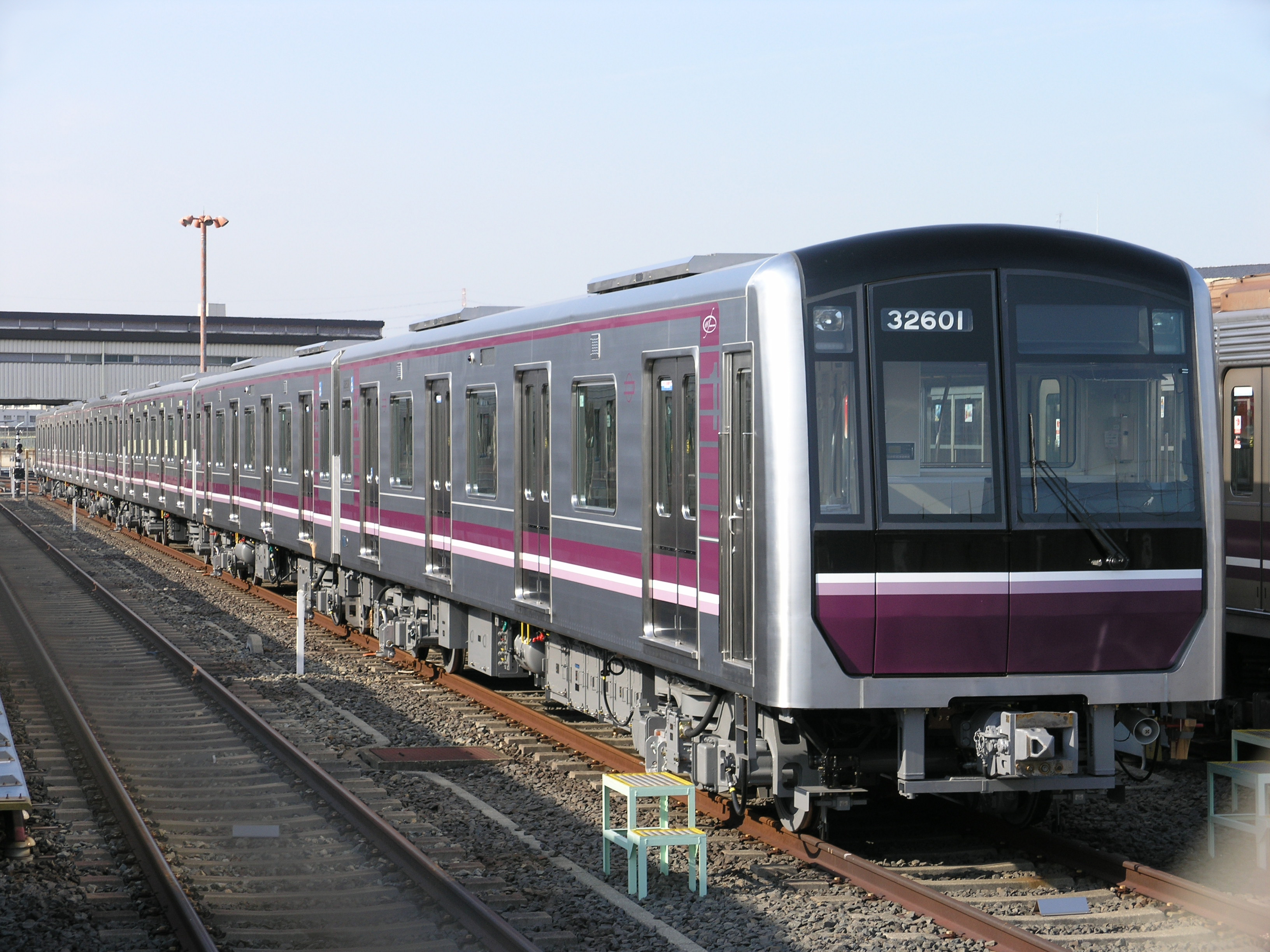
30000계

- 22계
- 30000계

## 역 목록
| 역 번호 | 역 이름                | 일본어 이름        | 거리 (km) | 접속 노선 | 소재지   | 소재지     | 소재지       |
| ------- | ---------------------- | ------------------ | --------- | --- | -------- | ---------- | ------------ |
| T11     | 다이니치               | 大日               | 0.0       | 오사카 고속철도 오사카 모노레일선 | 오사카부 | 모리구치시 | 모리구치시   |
| T12     | 모리구치               | 守口               | 1.8       | | 오사카부 | 모리구치시 | 모리구치시   |
| T13     | 다이시바시이마이치     | 太子橋今市         | 3.0       | 이마자토스지 선 | 오사카부 | 오사카시   | 아사히구     |
| T14     | 센바야시오미야         | 千林大宮           | 4.0       | | 오사카부 | 오사카시   | 아사히구     |
| T15     | 세키메타카도노         | 関目高殿           | 5.1       | | 오사카부 | 오사카시   | 아사히구     |
| T16     | 노에우친다이           | 野江内代           | 5.9       | 오사카히가시 선, 게이한 전기 철도 본선 (모두 노에 역, 오사카히가시 선은 2018년 말 개통 예정) | 오사카부 | 오사카시   | 미야코지마구 |
| T17     | 미야코지마             | 都島               | 7.2       | | 오사카부 | 오사카시   | 미야코지마구 |
| T18     | 덴진바시스지 6초메     | 天神橋筋六丁目     | 8.5       | 사카이스지 선 한큐 전철 센리 선 | 오사카부 | 오사카시   | 기타구       |
| T19     | 나카자키초             | 中崎町             | 9.3       | | 오사카부 | 오사카시   | 기타구       |
| T20     | 히가시우메다           | 東梅田             | 10.3      | 도카이도 본선(JR 교토 선·JR 고베 선)·JR 다카라즈카 선(오사카역) JR 도자이 선(기타신치역) 한큐 전철 교토 본선·다카라즈카 본선·고베 본선 한신 전기 철도 본선 오사카 메트로 미도스지선 (모두 우메다역) 오사카 시 교통국 지하철 요쓰바시 선(니시우메다 역) | 오사카부 | 오사카시   | 기타구       |
| T21     | 미나미모리마치         | 南森町             | 11.5      | 사카이스지 선 | 오사카부 | 오사카시   | 기타구       |
| T22     | 덴마바시               | 天満橋             | 13.3      | 게이한 전기 철도 게이한 본선 | 오사카부 | 오사카시   | 주오구       |
| T23     | 다니마치 4초메         | 谷町四丁目         | 14.2      | 주오 선 | 오사카부 | 오사카시   | 주오구       |
| T24     | 다니마치 6초메         | 谷町六丁目         | 15.2      | 나가호리쓰루미료쿠치 선 | 오사카부 | 오사카시   | 주오구       |
| T25     | 다니마치 9초메         | 谷町九丁目         | 16.1      | 센니치마에 선 | 오사카부 | 오사카시   | 덴노지구     |
| T26     | 시텐노지 앞 유히가오카 | 四天王寺前夕陽ヶ丘 | 16.9      | | 오사카부 | 오사카시   | 덴노지구     |
| T27     | 덴노지                 | 天王寺             | 17.8      | 미도스지 선, 오사카 순환선, 간사이 본선, 한와 선 긴키 닛폰 철도 미나미오사카 선(오사카아베노바시 역) 한카이 전기 궤도 우에마치 선 | 오사카부 | 오사카시   | 덴노지구     |
| T28     | 아베노                 | 阿倍野             | 18.4      | 한카이 전기 궤도 우에마치 선 | 오사카부 | 오사카시   | 아베노구     |
| T29     | 후미노사토             | 文の里             | 19.5      | | 오사카부 | 오사카시   | 아베노구     |
| T30     | 다나베                 | 田辺               | 20.5      | 히가시스미요시구 | 오사카부 | 오사카시   |              |
| T31     | 고마가와나카노         | 駒川中野           | 21.5      | 히가시스미요시구 | 오사카부 | 오사카시   |              |
| T32     | 히라노                 | 平野               | 23.2      | 히라노구 | 오사카부 | 오사카시   |              |
| T33     | 기레우리와리           | 喜連瓜破           | 24.6      | 히라노구 | 오사카부 | 오사카시   |              |
| T34     | 데토                   | 出戸               | 25.9      | 히라노구 | 오사카부 | 오사카시   |              |
| T35     | 나가하라               | 長原               | 27.1      | 히라노구 | 오사카부 | 오사카시   |              |
| T36     | 야오미나미             | 八尾南             | 28.3      | 야오시 | 야오시   |            |              |